# Autostrada RA2 (Włochy)
Autostrada RA02  - łącznik autostradowy w południowych Włoszech. Trasa łączy leżące nad Morzem Tyrreńskim miastem Salerno z prowadzącą nad Morze Adriatyckie autostradą A16. Trasa jest też łącznikiem między A30, która stanowi wschodnie obejście Neapolu, z prowadzącą na południe autostradą A3. Kulminacyjnym odcinkiem arterii jest blisko 3 km tunel w rejonie miasteczka Solofra.